# My Life So Far

My Life So Far est un film britannique et américain réalisé par Hugh Hudson et sorti en 1999.

## Synopsis
L'histoire se passe en 1927 en Écosse, et raconte la vie de la famille Pettigrew.
Famille excentrique comme seule l'Écosse en produit au cœur des Highlands et des Lochs, entre parties de pêche au lancer, chasse, concours de curling, baignades hivernales...Des enfants très libres dont Fraser, fin observateur et amateur des lectures mythologiques ou libertines de son grand-père, un père farfelu, tendre, inventeur d'objets improbables et fou de Beethoven, une mère attentionnée un peu fatiguée par sa remuante famille, une grand-mère toute en sagesse, des domestiques proches et dévoués, des paysans sagaces. Le trouble surgit quand Oncle Morris, millionnaire arrogant, surgit avec sa ravissante et toute jeune épouse française, Héloïse.

## Fiche technique
- Réalisation : Hugh Hudson
- Scénario : Simon Donald d'après un livre de Denis Forman (en)
- Photographie : Bernard Lutic
- Musique : Howard Blake
- Montage : Scott Thomas
- Genre : Comédie dramatique
- Durée : 98 minutes
- Date de sortie:
  - États-Unis : 23 juillet 1999

## Distribution
- Colin Firth (VQ : Mario Desmarais) : Edward
- Rosemary Harris (VQ : Élizabeth Lesieur) : Gamma
- Irène Jacob (VF : elle-même) : Aunt Heloise
- Mary Elizabeth Mastrantonio (VQ : Élise Bertrand) : Moira
- Malcolm McDowell (VQ : Vincent Davy) : Uncle Morris MacIntosh
- Robert Norman (VQ : Xavier Morin-Lefort) : Fraser
- Tchéky Karyo (VF : lui-même) : Gabriel Chenoux
- Kelly Macdonald (VF : Fanny Blanchard) : Elspeth
- Jimmy Logan : Tom Skelly

Source et légende : version française (VF) sur AlloDoublage